# 拉沙佩勒洛朗
拉沙佩勒洛朗（法語：La Chapelle-Laurent，法語發音：[la ʃapɛl loʁɑ̃]）是法国康塔尔省的一个市镇，位于该省东北部，属于圣弗卢尔区。

## 地理
拉沙佩勒洛朗（45°10'40"N, 3°14'37"E）面积26.09 平方千米，位于法国奥弗涅-罗讷-阿尔卑斯大区康塔爾省，该省份为法国中南部省份，位于法國中央高原中心，北起科雷兹省、上盧瓦爾省和多姆山省，西接洛特省和科雷兹省，南至阿韦龙省和洛特省，东临上盧瓦爾省和洛泽尔省。
与拉沙佩勒洛朗接壤的市镇（或旧市镇、城区）包括：瑟卢、马西亚克、圣蓬西、吕比亚克、梅克尔。

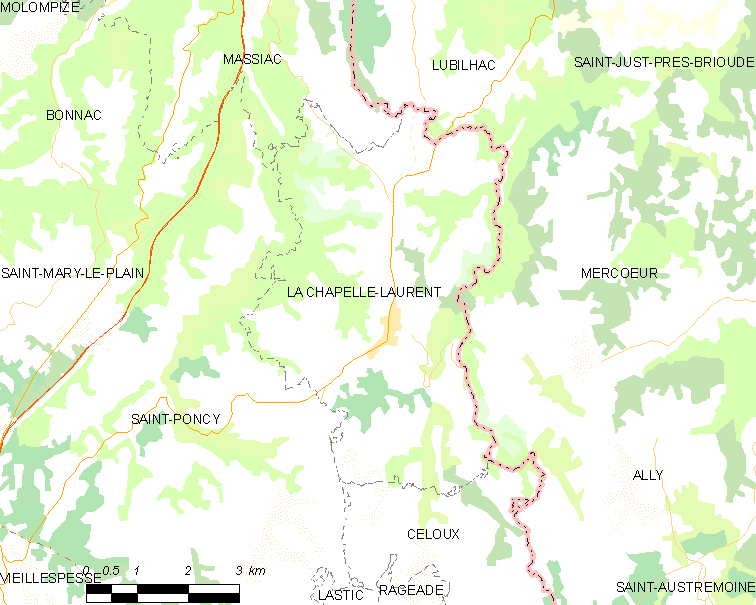
拉沙佩勒洛朗的OSM定位图

拉沙佩勒洛朗的时区为UTC+01:00、UTC+02:00（夏令时）。

## 行政
拉沙佩勒洛朗的邮政编码为15500，INSEE市镇编码为15042。

## 政治
拉沙佩勒洛朗所属的省级选区为圣弗卢尔第一县。

## 人口

1962-2008年间拉沙佩勒洛朗人口变化图示

拉沙佩勒洛朗于2022年1月1日时的人口数量为239人。